# Segunda División B de España 1992-93
La temporada 1992–93 de la Segunda División B de España de fútbol corresponde a la 16.ª edición del campeonato y se disputó entre el 5 de septiembre de 1992 y el 23 de mayo de 1993 en su fase regular. Posteriormente se disputó la promoción de ascenso entre el 29 de mayo y el 27 de junio.

## Sistema de competición
Participan ochenta clubes de toda la geografía española, encuadrados en cuatro grupos de veinte equipos según proximidad geográfica. Se enfrentan en cada grupo todos contra todos en dos ocasiones -una en campo propio y otra en campo contrario- durante un total de 38 jornadas. El orden de los encuentros se decide por sorteo antes de empezar la competición. La Real Federación Española de Fútbol es la responsable de designar a los árbitros de cada encuentro.
El ganador de un partido obtiene dos puntos, el perdedor no suma puntos, y en caso de un empate hay un punto para cada equipo. Al término del campeonato, el equipo que acumula más puntos en cada grupo se proclama campeón de Segunda División B y juega la promoción de ascenso; junto con los segundos, terceros y cuartos clasificados de cada grupo para ascender a Segunda División. Esta promoción tiene formato de liguilla con cuatro grupos en los que se emparejan equipos de distintos grupos y que hayan quedado en posiciones distintas.
Los cuatro últimos equipos clasificados de cada grupo, además del peor decimosexto clasificado, descienden a Tercera División.

## Nota
Hoy en día hay clubes que su nombre han derivado a idiomas como catalán-valenciano-balear, euskera o gallego; pero para reflejar la realidad de la época, los nombres de los equipos aparecen tal y como se inscribieron para competir en esta temporada.

## Equipos de la temporada 1992/93
| Datos de ascensos y descensos |
| --- |
| Real Avilés Industrial, UD Las Palmas y Real Murcia CF descienden de Segunda División A. El CD Málaga también descendió pero no llegó a jugar en Segunda División B porque se disolvió. CD Badajoz, CD Lugo, Club Atlético Marbella y Villarreal CF ascienden a Segunda División A. UD Alzira, CD Binéfar, Club Juventud Cambados, Fabril Deportivo, UD Fraga, CD Fuengirola, CF Gandía, SD Huesca, CD Lalín, CD Los Boliches, CFJ Mollerussa, CD Mosconia, UD Oliva, CD Roldán, Atlético Sanluqueño CF, Torrent CF y CD Villanovense descienden a Tercera División. RSD Alcalá, Aranjuez CF, SD Beasáin, Celta Turista CF, Écija Balompié, CD Elgóibar, CD Endesa Andorra, UD Horadada, SD Ibiza, CD Izarra, CF Llíria, CD Mensajero, Racing de Ferrol, CD San Roque, Sevilla FC "B", CD Toledo y Valencia CF "B" ascienden a Segunda División B. También asciende el CP Cacereño para ocupar la plaza vacante que deja el CD Málaga. |

### Grupo I
En este grupo se encuentran los equipos de: Galicia (5), Asturias (3), Comunidad de Madrid (5), parte de Castilla y León (4) y Castilla-La Mancha (3).
| - Celta Turista CF - CD Endesa As Pontes - CD Orense - Pontevedra CF - Racing de Ferrol - Real Avilés Industrial - Real Oviedo "B" - Real Sporting de Gijón "B" - RSD Alcalá - Aranjuez CF |  | - Club Atlético de Madrid "B" - Getafe CF - CD Leganés - Real Ávila CF - Cultural Leonesa - SD Ponferradina - UD Salamanca - CD Toledo - Club Atlético Tomelloso - CD Valdepeñas |

### Grupo II
En este grupo se encuentran los equipos de: Cantabria (1), País Vasco (9), parte de Castilla y León (3), Navarra (3), La Rioja (1), Aragón (2) y del Principado de Andorra (1).
| - Gimnástica de Torrelavega - Baracaldo CF - CD Basconia - SD Beasáin - Deportivo Alavés - CD Elgóibar - CD Hernani - SD Lemona - Real Sociedad de Fútbol "B" - CD Santurtzi |  | - CD Numancia - Palencia Cristo Olímpico - Real Valladolid Deportivo "B" - CD Izarra - Club Atlético Osasuna "B" - CD Tudelano - CD Logroñés "B" - CD Endesa Andorra - Real Zaragoza "B" - FC Andorra |

### Grupo III
En este grupo se encuentran los equipos de: Cataluña (5), Comunidad Valenciana (10), Islas Baleares (2) y Región de Murcia (3).
| - Gimnàstic de Tarragona - Girona FC - CD Hospitalet - ADC Manlleu - UE Sant Andreu - CD Alcoyano - Benidorm CD - Elche CF - Hércules CF - UD Horadada |  | - Levante UD - CF Llíria - Orihuela Deportiva CF - Torrevieja CF - Valencia CF "B" - SD Ibiza - CF Sporting Mahonés - Cartagena FC - Real Murcia CF - Yeclano CF |

### Grupo IV
En este grupo se encuentran los equipos de: Andalucía (13), Canarias (4), Extremadura (2) y la ciudad autónoma de Melilla (1).
| - Betis Deportivo - Córdoba CF - Écija Balompié - CD Estepona - Granada CF - Real Jaén CF - RB Linense - Polideportivo Ejido - Racing Portuense - Recreativo de Huelva |  | - CD San Roque - Sevilla FC "B" - Xerez CD - UD Las Palmas - CD Marino - CD Maspalomas - CD Mensajero - CP Cacereño - CF Extremadura - UD Melilla |

## Resultados y clasificaciones

### Grupo I

#### Clasificación
| Pos. | Equipo                     | Pts. | PJ | G  | E  | P  | GF | GC | Dif. | Clasificación                 |
| ---- | -------------------------- | ---- | -- | -- | -- | -- | -- | -- | ---- | ----------------------------- |
| 1    | C. D. Leganés (A)          | 52   | 38 | 21 | 10 | 7  | 59 | 31 | +28  | Acceso a Promoción de ascenso |
| 2    | U. D. Salamanca            | 52   | 38 | 21 | 10 | 7  | 64 | 40 | +24  | Acceso a Promoción de ascenso |
| 3    | C. D. Toledo (A)           | 51   | 38 | 19 | 13 | 6  | 62 | 26 | +36  | Acceso a Promoción de ascenso |
| 4    | Getafe C. F.               | 47   | 38 | 15 | 17 | 6  | 42 | 28 | +14  | Acceso a Promoción de ascenso |
| 5    | C. D. Orense               | 45   | 38 | 15 | 15 | 8  | 39 | 28 | +11  |                               |
| 6    | Real Avilés Industrial     | 42   | 38 | 16 | 10 | 12 | 43 | 37 | +6   |                               |
| 7    | Atlético de Madrid "B"     | 40   | 38 | 12 | 16 | 10 | 53 | 44 | +9   |                               |
| 8    | S. D. Ponferradina         | 40   | 38 | 15 | 10 | 13 | 48 | 44 | +4   |                               |
| 9    | Real Oviedo "B"            | 37   | 38 | 13 | 11 | 14 | 41 | 43 | −2   |                               |
| 10   | Cultural Leonesa           | 36   | 38 | 12 | 12 | 14 | 32 | 39 | −7   |                               |
| 11   | Real Ávila C. F.           | 36   | 38 | 12 | 12 | 14 | 37 | 37 | 0    |                               |
| 12   | Racing de Ferrol           | 36   | 38 | 13 | 10 | 15 | 56 | 47 | +9   |                               |
| 13   | Pontevedra C. F.           | 34   | 38 | 12 | 10 | 16 | 36 | 45 | −9   |                               |
| 14   | Sporting de Gijón "B"      | 34   | 38 | 12 | 10 | 16 | 40 | 52 | −12  |                               |
| 15   | Celta Turista C. F.        | 33   | 38 | 10 | 13 | 15 | 37 | 47 | −10  |                               |
| 16   | Atlético Tomelloso         | 32   | 38 | 9  | 14 | 15 | 39 | 48 | −9   |                               |
| 17   | C. D. Endesa As Pontes (D) | 32   | 38 | 9  | 14 | 15 | 33 | 49 | −16  | Descenso a Tercera División   |
| 18   | C. D. Valdepeñas (D)       | 30   | 38 | 10 | 10 | 18 | 31 | 56 | −25  | Descenso a Tercera División   |
| 19   | Aranjuez C. F. (D)         | 28   | 38 | 10 | 8  | 20 | 35 | 51 | −16  | Descenso a Tercera División   |
| 20   | R. S. D. Alcalá (D)        | 23   | 38 | 7  | 9  | 22 | 34 | 69 | −35  | Descenso a Tercera División   |

 Fuente: BDFutbol
Criterios de clasificación: Puntos · Enfrentamientos directos · Diferencia de goles · Goles a favor · Play-off

#### Resultados
| Local \ Visitante      | ALC | ARA | ATM | AVA | AVS | CEL | CUL | END | GET | LEG | ORE | OVI | PNF | PNT | RFE | SAL | SPO | TOL | TOM | VAL |
| ---------------------- | --- | --- | --- | --- | --- | --- | --- | --- | --- | --- | --- | --- | --- | --- | --- | --- | --- | --- | --- | --- |
| R. S. D. Alcalá        | —   | 1–0 | 2–2 | 0–2 | 3–1 | 1–1 | 0–0 | 1–0 | 0–1 | 0–2 | 0–1 | 0–0 | 1–2 | 1–2 | 0–3 | 0–3 | 0–1 | 3–2 | 2–2 | 1–2 |
| Aranjuez C. F.         | 3–2 | —   | 0–1 | 1–2 | 3–2 | 3–1 | 2–0 | 0–1 | 3–1 | 2–1 | 0–0 | 2–0 | 0–1 | 1–0 | 1–6 | 2–3 | 1–1 | 0–1 | 2–1 | 3–2 |
| Atlético de Madrid "B" | 4–1 | 3–2 | —   | 1–1 | 2–0 | 1–1 | 1–1 | 0–0 | 1–1 | 1–2 | 0–0 | 1–3 | 3–0 | 5–1 | 3–1 | 0–1 | 1–2 | 0–4 | 1–1 | 4–0 |
| Real Ávila C. F.       | 2–0 | 0–0 | 0–0 | —   | 2–0 | 3–1 | 0–1 | 3–1 | 0–0 | 1–2 | 0–0 | 0–1 | 2–2 | 2–0 | 3–1 | 1–1 | 1–0 | 0–1 | 2–0 | 1–3 |
| Real Avilés Industrial | 3–0 | 3–0 | 2–1 | 3–1 | —   | 1–1 | 1–0 | 0–0 | 1–0 | 0–0 | 1–0 | 3–1 | 0–4 | 2–2 | 3–1 | 1–2 | 3–0 | 0–0 | 1–0 | 3–2 |
| Celta Turista C. F.    | 4–0 | 1–0 | 1–1 | 1–2 | 3–0 | —   | 0–0 | 4–0 | 0–0 | 1–1 | 1–2 | 2–1 | 2–0 | 0–1 | 1–1 | 2–1 | 0–2 | 1–2 | 2–0 | 1–0 |
| Cultural Leonesa       | 2–0 | 2–0 | 1–1 | 1–0 | 0–2 | 1–1 | —   | 2–1 | 1–1 | 1–1 | 1–1 | 1–0 | 0–3 | 0–1 | 2–1 | 1–1 | 1–3 | 2–1 | 0–1 | 1–0 |
| C. D. Endesa As Pontes | 0–0 | 2–0 | 1–1 | 0–0 | 0–1 | 0–1 | 3–1 | —   | 0–0 | 1–0 | 0–0 | 2–1 | 1–0 | 2–0 | 3–0 | 2–2 | 0–0 | 0–0 | 3–3 | 1–1 |
| Getafe C. F.           | 4–3 | 1–0 | 0–0 | 4–1 | 1–0 | 2–0 | 1–0 | 5–2 | —   | 3–2 | 0–0 | 0–1 | 1–1 | 0–0 | 1–0 | 2–1 | 2–0 | 0–2 | 0–0 | 2–0 |
| C. D. Leganés          | 1–1 | 1–0 | 1–0 | 0–0 | 2–1 | 5–0 | 2–1 | 4–1 | 2–2 | —   | 0–0 | 3–1 | 2–1 | 2–0 | 2–2 | 2–0 | 3–0 | 2–0 | 2–1 | 3–0 |
| C. D. Orense           | 0–1 | 1–0 | 1–1 | 1–0 | 0–0 | 3–2 | 0–0 | 3–0 | 0–2 | 1–0 | —   | 1–0 | 2–1 | 2–0 | 2–0 | 2–1 | 2–1 | 0–1 | 1–1 | 4–1 |
| Real Oviedo "B"        | 1–1 | 0–0 | 0–2 | 2–0 | 0–0 | 2–0 | 2–1 | 2–1 | 0–0 | 0–1 | 1–1 | —   | 2–1 | 2–0 | 1–1 | 2–3 | 3–1 | 1–1 | 0–0 | 0–0 |
| S. D. Ponferradina     | 0–0 | 2–0 | 1–2 | 1–1 | 1–1 | 3–0 | 0–0 | 1–1 | 2–0 | 1–1 | 1–0 | 3–0 | —   | 2–3 | 1–0 | 0–1 | 2–0 | 1–1 | 2–1 | 2–1 |
| Pontevedra C. F.       | 3–1 | 2–0 | 0–2 | 0–0 | 1–0 | 0–0 | 1–2 | 2–0 | 1–0 | 1–2 | 2–0 | 1–2 | 1–2 | —   | 1–2 | 0–0 | 2–2 | 2–2 | 2–1 | 2–1 |
| Racing de Ferrol       | 3–0 | 1–1 | 3–2 | 2–1 | 1–2 | 2–0 | 0–1 | 2–0 | 0–0 | 1–1 | 1–1 | 6–2 | 0–1 | 1–0 | —   | 1–1 | 2–0 | 0–1 | 5–1 | 0–1 |
| U. D. Salamanca        | 2–3 | 1–0 | 1–1 | 1–0 | 0–0 | 4–0 | 2–0 | 2–0 | 1–1 | 3–1 | 2–1 | 1–1 | 2–0 | 1–0 | 3–2 | —   | 3–1 | 1–0 | 6–1 | 0–0 |
| Sporting de Gijón "B"  | 3–0 | 0–0 | 3–1 | 0–2 | 2–1 | 0–0 | 0–0 | 2–4 | 1–1 | 0–1 | 0–2 | 1–0 | 2–2 | 0–0 | 2–1 | 3–2 | —   | 2–1 | 1–1 | 4–0 |
| C. D. Toledo           | 2–1 | 3–3 | 4–0 | 3–0 | 0–0 | 1–0 | 4–0 | 3–0 | 1–1 | 2–1 | 1–1 | 0–1 | 4–0 | 1–1 | 1–1 | 5–0 | 4–0 | —   | 1–0 | 2–1 |
| Atlético Tomelloso     | 5–0 | 0–0 | 0–0 | 1–0 | 1–0 | 1–1 | 1–0 | 2–0 | 1–2 | 0–1 | 2–2 | 0–4 | 5–1 | 0–0 | 0–1 | 1–2 | 2–0 | 0–0 | —   | 1–0 |
| C. D. Valdepeñas       | 0–4 | 1–0 | 1–3 | 1–1 | 0–1 | 0–0 | 0–4 | 0–0 | 0–0 | 1–0 | 3–1 | 2–1 | 1–0 | 2–1 | 1–1 | 1–3 | 1–0 | 0–0 | 1–1 | —   |

### Grupo II

#### Clasificación
| Pos. | Equipo                    | Pts. | PJ | G  | E  | P  | GF | GC | Dif. | Clasificación                 |
| ---- | ------------------------- | ---- | -- | -- | -- | -- | -- | -- | ---- | ----------------------------- |
| 1    | Deportivo Alavés          | 52   | 38 | 23 | 6  | 9  | 62 | 30 | +32  | Acceso a Promoción de ascenso |
| 2    | Baracaldo C. F.           | 45   | 38 | 13 | 19 | 6  | 54 | 29 | +25  | Acceso a Promoción de ascenso |
| 3    | Gimnástica de Torrelavega | 45   | 38 | 16 | 13 | 9  | 35 | 30 | +5   | Acceso a Promoción de ascenso |
| 4    | Palencia Cristo Olímpico  | 45   | 38 | 17 | 11 | 10 | 51 | 44 | +7   | Acceso a Promoción de ascenso |
| 5    | C. A. Osasuna "B"         | 44   | 38 | 16 | 12 | 10 | 37 | 31 | +6   |                               |
| 6    | C. D. Izarra              | 44   | 38 | 14 | 16 | 8  | 40 | 36 | +4   |                               |
| 7    | C. D. Basconia            | 43   | 38 | 16 | 11 | 11 | 52 | 35 | +17  |                               |
| 8    | C. D. Numancia            | 42   | 38 | 16 | 10 | 12 | 51 | 41 | +10  |                               |
| 9    | Real Sociedad "B"         | 38   | 38 | 12 | 14 | 12 | 49 | 39 | +10  |                               |
| 10   | F. C. Andorra             | 37   | 38 | 13 | 11 | 14 | 47 | 41 | +6   |                               |
| 11   | Real Valladolid "B"       | 36   | 38 | 11 | 14 | 13 | 42 | 53 | −11  |                               |
| 12   | C. D. Logroñés "B"        | 36   | 38 | 12 | 12 | 14 | 34 | 40 | −6   |                               |
| 13   | S. D. Beasain             | 34   | 38 | 9  | 16 | 13 | 38 | 48 | −10  |                               |
| 14   | S. D. Lemona              | 34   | 38 | 10 | 14 | 14 | 32 | 34 | −2   |                               |
| 15   | C. D. Endesa Andorra      | 33   | 38 | 10 | 13 | 15 | 39 | 53 | −14  |                               |
| 16   | C. D. Tudelano            | 33   | 38 | 8  | 17 | 13 | 31 | 44 | −13  |                               |
| 17   | C. D. Hernani (D)         | 32   | 38 | 9  | 14 | 15 | 39 | 50 | −11  | Descenso a Tercera División   |
| 18   | Real Zaragoza "B" (D)     | 32   | 38 | 10 | 12 | 16 | 35 | 51 | −16  | Descenso a Tercera División   |
| 19   | C. D. Elgóibar (D)        | 28   | 38 | 9  | 10 | 19 | 30 | 52 | −22  | Descenso a Tercera División   |
| 20   | C. D. Santurtzi (D)       | 27   | 38 | 7  | 13 | 18 | 25 | 42 | −17  | Descenso a Tercera División   |

 Fuente: BDFutbol
Criterios de clasificación: Puntos · Enfrentamientos directos · Diferencia de goles · Goles a favor · Play-off

#### Resultados
| Local \ Visitante         | ALV | FCA | BAR | BAS | BEA | ELG | END | GIM | HER | IZA | LEM | LOG | NUM | OSA | PAL | RSO | SAN | TUD | VLD | ZAR |
| ------------------------- | --- | --- | --- | --- | --- | --- | --- | --- | --- | --- | --- | --- | --- | --- | --- | --- | --- | --- | --- | --- |
| Deportivo Alavés          | —   | 2–0 | 0–1 | 3–1 | 0–2 | 3–0 | 1–0 | 0–0 | 1–2 | 1–1 | 1–0 | 2–0 | 2–1 | 4–1 | 2–0 | 1–0 | 5–0 | 4–0 | 1–1 | 1–0 |
| F. C. Andorra             | 3–0 | —   | 0–3 | 3–0 | 3–0 | 0–0 | 2–0 | 0–2 | 3–1 | 1–1 | 0–0 | 3–0 | 1–2 | 1–1 | 0–0 | 2–1 | 0–0 | 1–1 | 3–0 | 3–1 |
| Baracaldo C. F.           | 0–0 | 2–0 | —   | 3–0 | 3–3 | 0–0 | 3–0 | 3–0 | 1–1 | 2–2 | 1–1 | 1–0 | 0–1 | 7–1 | 4–0 | 2–0 | 0–0 | 4–1 | 0–0 | 0–1 |
| C. D. Basconia            | 2–1 | 0–0 | 2–0 | —   | 3–0 | 4–1 | 1–1 | 1–1 | 2–1 | 0–0 | 0–2 | 0–1 | 0–1 | 0–0 | 6–1 | 1–1 | 2–0 | 1–0 | 8–1 | 2–0 |
| S. D. Beasain             | 0–1 | 0–0 | 2–3 | 0–2 | —   | 1–1 | 1–0 | 0–1 | 1–1 | 3–1 | 3–1 | 2–1 | 1–1 | 0–2 | 1–0 | 1–1 | 2–1 | 0–1 | 1–1 | 0–1 |
| C. D. Elgóibar            | 0–4 | 2–0 | 0–0 | 0–1 | 2–2 | —   | 3–0 | 0–0 | 0–0 | 1–2 | 1–0 | 0–0 | 0–2 | 0–3 | 2–1 | 1–2 | 2–0 | 1–0 | 2–0 | 3–0 |
| C. D. Endesa Andorra      | 1–1 | 3–2 | 0–0 | 0–2 | 1–1 | 2–1 | —   | 2–0 | 3–1 | 0–0 | 1–1 | 0–0 | 0–3 | 1–4 | 0–1 | 1–2 | 2–0 | 5–2 | 3–2 | 3–0 |
| Gimnástica de Torrelavega | 2–1 | 2–1 | 2–1 | 0–0 | 1–0 | 2–1 | 2–0 | —   | 2–1 | 0–1 | 0–0 | 1–2 | 1–0 | 2–1 | 1–1 | 1–0 | 0–0 | 1–0 | 1–1 | 4–0 |
| C. D. Hernani             | 1–4 | 1–1 | 1–1 | 1–0 | 2–2 | 1–0 | 0–1 | 2–0 | —   | 1–3 | 0–0 | 1–1 | 2–1 | 0–0 | 1–1 | 0–0 | 0–0 | 3–0 | 1–2 | 1–0 |
| C. D. Izarra              | 0–1 | 4–2 | 2–2 | 1–1 | 1–1 | 1–0 | 3–1 | 3–1 | 2–1 | —   | 2–1 | 2–0 | 1–0 | 0–0 | 0–0 | 2–2 | 2–1 | 0–0 | 1–0 | 0–0 |
| S. D. Lemona              | 0–1 | 2–0 | 1–0 | 1–3 | 1–2 | 0–1 | 0–0 | 2–0 | 1–1 | 1–0 | —   | 0–2 | 0–1 | 0–1 | 1–1 | 0–0 | 1–0 | 1–0 | 1–2 | 3–1 |
| C. D. Logroñés "B"        | 0–3 | 1–2 | 0–0 | 1–1 | 0–0 | 4–1 | 1–0 | 0–0 | 3–0 | 0–0 | 2–4 | —   | 2–1 | 1–3 | 1–2 | 1–0 | 2–0 | 0–0 | 0–0 | 1–1 |
| C. D. Numancia            | 2–2 | 0–1 | 2–2 | 1–1 | 0–1 | 4–1 | 3–3 | 0–0 | 2–1 | 0–1 | 1–0 | 1–0 | —   | 1–0 | 1–1 | 2–1 | 2–0 | 2–2 | 3–1 | 0–0 |
| C. A. Osasuna "B"         | 0–1 | 1–0 | 3–1 | 0–0 | 1–0 | 4–1 | 0–0 | 0–1 | 0–2 | 1–0 | 0–1 | 1–1 | 2–1 | —   | 0–2 | 0–0 | 1–0 | 0–0 | 1–0 | 0–0 |
| Palencia Cristo Olímpico  | 3–2 | 2–1 | 0–1 | 3–2 | 3–0 | 1–0 | 2–2 | 0–1 | 1–0 | 3–0 | 2–2 | 0–1 | 3–2 | 1–1 | —   | 2–1 | 2–0 | 0–0 | 1–0 | 5–2 |
| Real Sociedad "B"         | 0–1 | 2–1 | 0–0 | 0–1 | 2–2 | 0–0 | 0–0 | 1–0 | 4–2 | 4–0 | 1–0 | 0–1 | 4–1 | 0–1 | 2–2 | —   | 4–0 | 3–0 | 2–2 | 3–2 |
| C. D. Santurtzi           | 1–2 | 0–2 | 1–1 | 0–1 | 0–0 | 5–1 | 4–0 | 0–0 | 1–0 | 2–0 | 2–2 | 2–1 | 0–0 | 0–1 | 0–1 | 1–1 | —   | 0–0 | 1–2 | 2–0 |
| C. D. Tudelano            | 2–1 | 1–1 | 1–1 | 3–0 | 2–0 | 0–0 | 0–0 | 0–0 | 1–1 | 0–0 | 0–0 | 1–2 | 2–5 | 2–1 | 3–1 | 2–0 | 0–1 | —   | 0–1 | 2–1 |
| Real Valladolid "B"       | 0–1 | 1–3 | 1–1 | 2–1 | 1–1 | 1–0 | 4–3 | 3–1 | 4–1 | 1–0 | 1–1 | 2–1 | 0–1 | 0–0 | 0–2 | 2–2 | 0–0 | 1–1 | —   | 1–1 |
| Real Zaragoza "B"         | 3–1 | 2–1 | 0–0 | 1–0 | 2–2 | 2–1 | 0–1 | 2–2 | 1–3 | 1–1 | 0–0 | 3–0 | 2–0 | 0–1 | 1–0 | 1–3 | 0–0 | 1–1 | 2–1 | —   |

### Grupo III

#### Clasificación
| Pos. | Equipo                       | Pts. | PJ | G  | E  | P  | GF | GC | Dif. | Clasificación                 |
| ---- | ---------------------------- | ---- | -- | -- | -- | -- | -- | -- | ---- | ----------------------------- |
| 1    | Real Murcia C. F. (A)        | 53   | 38 | 23 | 7  | 8  | 62 | 34 | +28  | Acceso a Promoción de ascenso |
| 2    | U. E. Sant Andreu            | 53   | 38 | 24 | 5  | 9  | 84 | 43 | +41  | Acceso a Promoción de ascenso |
| 3    | Elche C. F.                  | 52   | 38 | 21 | 10 | 7  | 62 | 34 | +28  | Acceso a Promoción de ascenso |
| 4    | Hércules C. F. (A)           | 50   | 38 | 20 | 10 | 8  | 71 | 38 | +33  | Acceso a Promoción de ascenso |
| 5    | Cartagena F. C.              | 48   | 38 | 19 | 10 | 9  | 56 | 31 | +25  |                               |
| 6    | Yeclano C. F.                | 46   | 38 | 18 | 10 | 10 | 49 | 29 | +20  |                               |
| 7    | C. D. Hospitalet             | 40   | 38 | 17 | 6  | 15 | 54 | 44 | +10  |                               |
| 8    | Benidorm C. D.               | 40   | 38 | 15 | 10 | 13 | 38 | 45 | −7   |                               |
| 9    | Levante U. D.                | 39   | 38 | 16 | 7  | 15 | 63 | 57 | +6   |                               |
| 10   | Gimnàstic de Tarragona       | 37   | 38 | 14 | 9  | 15 | 43 | 54 | −11  |                               |
| 11   | S. D. Ibiza (D)              | 37   | 38 | 10 | 17 | 11 | 46 | 42 | +4   | Descenso a Tercera División   |
| 12   | Valencia C. F. "B"           | 36   | 38 | 14 | 8  | 16 | 54 | 57 | −3   |                               |
| 13   | A. D. C. Manlleu             | 33   | 38 | 12 | 9  | 17 | 46 | 45 | +1   |                               |
| 14   | C. D. Alcoyano               | 33   | 38 | 12 | 9  | 17 | 45 | 57 | −12  |                               |
| 15   | Girona F. C.                 | 32   | 38 | 10 | 12 | 16 | 36 | 50 | −14  |                               |
| 16   | Torrevieja C. F. (D)         | 31   | 38 | 12 | 7  | 19 | 33 | 57 | −24  | Descenso a Tercera División   |
| 17   | Orihuela Deportiva C. F. (D) | 28   | 38 | 10 | 8  | 20 | 32 | 53 | −21  | Descenso a Tercera División   |
| 18   | C. F. Llíria (D)             | 28   | 38 | 9  | 10 | 19 | 41 | 74 | −33  | Descenso a Tercera División   |
| 19   | C. F. Sporting Mahonés (D)   | 25   | 38 | 8  | 9  | 21 | 35 | 65 | −30  | Descenso a Tercera División   |
| 20   | U. D. Horadada (D)           | 19   | 38 | 6  | 7  | 25 | 28 | 69 | −41  | Descenso a Tercera División   |

 Fuente: BDFutbol
Criterios de clasificación: Puntos · Enfrentamientos directos · Diferencia de goles · Goles a favor · Play-off
Notas:
1. ↑  La S. D. Ibiza descendió a Tercera división por motivos económicos.

#### Resultados
| Local \ Visitante        | ALC | BEN | CAR | ELC | GIM | GIR | HER | HOR | HOS | IBI | LEV | LLI | MAN | MUR | ORI | SAD | SMH | TOR | VAL | YEC |
| ------------------------ | --- | --- | --- | --- | --- | --- | --- | --- | --- | --- | --- | --- | --- | --- | --- | --- | --- | --- | --- | --- |
| C. D. Alcoyano           | —   | 1–1 | 1–3 | 2–1 | 0–1 | 3–1 | 2–2 | 2–0 | 0–0 | 1–2 | 2–1 | 2–3 | 3–0 | 2–0 | 0–0 | 0–1 | 0–2 | 2–1 | 3–1 | 1–0 |
| Benidorm C. D.           | 1–1 | —   | 1–1 | 2–3 | 2–0 | 2–0 | 0–0 | 2–0 | 1–5 | 2–1 | 3–2 | 0–0 | 2–1 | 1–0 | 1–0 | 2–1 | 1–1 | 2–0 | 2–2 | 0–2 |
| Cartagena F. C.          | 1–0 | 3–0 | —   | 1–1 | 1–1 | 4–0 | 0–0 | 1–0 | 2–0 | 0–0 | 1–0 | 9–2 | 1–0 | 1–2 | 2–0 | 2–1 | 2–0 | 1–0 | 0–1 | 1–0 |
| Elche C. F.              | 3–0 | 2–0 | 2–1 | —   | 3–1 | 0–0 | 1–2 | 2–1 | 0–0 | 2–1 | 3–1 | 2–1 | 2–1 | 1–0 | 2–1 | 2–1 | 1–0 | 0–0 | 4–0 | 3–1 |
| Gimnàstic de Tarragona   | 1–1 | 1–0 | 0–0 | 0–0 | —   | 3–1 | 1–3 | 3–1 | 1–5 | 1–0 | 2–1 | 2–3 | 3–0 | 0–1 | 2–1 | 2–2 | 0–0 | 2–0 | 1–0 | 0–1 |
| Girona F. C.             | 0–0 | 1–0 | 0–2 | 1–1 | 1–1 | —   | 0–2 | 0–0 | 0–2 | 2–1 | 1–2 | 1–3 | 2–4 | 0–2 | 1–0 | 2–1 | 4–1 | 1–2 | 1–0 | 0–0 |
| Hércules C. F.           | 2–0 | 2–0 | 1–1 | 2–0 | 4–0 | 0–0 | —   | 3–0 | 2–0 | 2–0 | 3–2 | 3–0 | 1–0 | 2–0 | 3–0 | 2–3 | 4–0 | 1–0 | 5–1 | 0–0 |
| U. D. Horadada           | 0–0 | 1–2 | 0–6 | 1–0 | 2–3 | 1–2 | 0–0 | —   | 0–3 | 0–1 | 4–1 | 3–0 | 1–0 | 0–3 | 1–2 | 0–0 | 0–0 | 2–1 | 1–1 | 1–0 |
| C. D. Hospitalet         | 3–1 | 3–0 | 0–1 | 1–2 | 2–0 | 0–0 | 3–2 | 2–1 | —   | 1–1 | 0–1 | 1–0 | 1–0 | 0–3 | 1–2 | 1–3 | 2–1 | 3–0 | 2–0 | 2–1 |
| S. D. Ibiza              | 3–0 | 0–0 | 2–0 | 1–1 | 0–0 | 1–1 | 3–1 | 3–0 | 3–0 | —   | 1–1 | 1–1 | 0–0 | 2–2 | 0–0 | 0–0 | 6–2 | 0–2 | 2–0 | 0–0 |
| Levante U. D.            | 2–1 | 2–0 | 1–1 | 0–5 | 5–1 | 4–1 | 2–1 | 4–1 | 1–2 | 1–1 | —   | 3–0 | 3–1 | 1–3 | 3–1 | 3–0 | 2–1 | 3–1 | 0–1 | 0–3 |
| C. F. Llíria             | 4–1 | 1–2 | 1–2 | 3–2 | 0–2 | 0–4 | 1–1 | 3–1 | 0–0 | 3–0 | 1–1 | —   | 0–0 | 0–2 | 2–1 | 2–1 | 2–2 | 0–0 | 1–1 | 1–5 |
| A. D. C. Manlleu         | 3–0 | 0–0 | 1–0 | 0–0 | 0–1 | 2–1 | 2–3 | 3–1 | 3–1 | 2–2 | 0–0 | 4–1 | —   | 0–2 | 3–1 | 0–0 | 2–1 | 3–0 | 1–1 | 0–1 |
| Real Murcia C. F.        | 1–2 | 2–0 | 2–0 | 2–1 | 2–1 | 1–1 | 3–2 | 2–0 | 2–0 | 2–1 | 2–2 | 1–0 | 1–1 | —   | 2–0 | 4–2 | 0–0 | 3–1 | 2–1 | 2–0 |
| Orihuela Deportiva C. F. | 1–3 | 0–1 | 0–0 | 0–1 | 3–2 | 0–0 | 1–1 | 2–0 | 0–3 | 3–1 | 2–1 | 2–0 | 1–0 | 1–1 | —   | 0–3 | 2–0 | 1–1 | 2–1 | 1–2 |
| U. E. Sant Andreu        | 5–0 | 3–0 | 2–1 | 4–3 | 2–0 | 1–2 | 2–1 | 2–1 | 4–3 | 3–0 | 2–3 | 4–0 | 4–1 | 2–1 | 4–1 | —   | 2–0 | 5–0 | 3–0 | 1–0 |
| C. F. Sporting Mahonés   | 0–3 | 0–1 | 2–3 | 0–3 | 0–2 | 1–0 | 5–2 | 1–1 | 1–0 | 0–1 | 1–0 | 3–0 | 0–5 | 2–2 | 0–0 | 1–2 | —   | 1–2 | 0–2 | 2–0 |
| Torrevieja C. F.         | 2–1 | 0–2 | 1–1 | 1–1 | 2–0 | 1–1 | 1–0 | 1–0 | 1–1 | 4–3 | 1–2 | 1–0 | 2–1 | 1–0 | 1–0 | 0–3 | 2–3 | —   | 0–2 | 0–1 |
| Valencia C. F. "B"       | 3–3 | 1–0 | 1–0 | 0–1 | 2–2 | 0–3 | 3–5 | 5–1 | 2–1 | 0–0 | 2–2 | 3–1 | 0–1 | 3–1 | 3–0 | 2–4 | 4–1 | 3–0 | —   | 2–0 |
| Yeclano C. F.            | 2–1 | 2–2 | 5–0 | 1–1 | 3–0 | 2–0 | 1–1 | 3–1 | 2–0 | 2–2 | 1–0 | 1–1 | 2–1 | 0–1 | 1–0 | 1–1 | 0–0 | 2–0 | 1–0 | —   |

### Grupo IV

#### Clasificación
| Pos. | Equipo                     | Pts. | PJ | G  | E  | P  | GF | GC | Dif. | Clasificación                 |
| ---- | -------------------------- | ---- | -- | -- | -- | -- | -- | -- | ---- | ----------------------------- |
| 1    | U. D. Las Palmas           | 57   | 36 | 22 | 13 | 1  | 65 | 20 | +45  | Acceso a Promoción de ascenso |
| 2    | Xerez C. D.                | 49   | 36 | 18 | 13 | 5  | 45 | 23 | +22  | Acceso a Promoción de ascenso |
| 3    | Granada C. F.              | 48   | 36 | 20 | 8  | 8  | 49 | 33 | +16  | Acceso a Promoción de ascenso |
| 4    | Real Jaén C. F.            | 43   | 36 | 15 | 13 | 8  | 53 | 30 | +23  | Acceso a Promoción de ascenso |
| 5    | C. P. Cacereño             | 40   | 36 | 13 | 14 | 9  | 44 | 30 | +14  |                               |
| 6    | C. F. Extremadura          | 38   | 36 | 15 | 8  | 13 | 53 | 42 | +11  |                               |
| 7    | Sevilla F. C. "B"          | 36   | 36 | 13 | 10 | 13 | 38 | 38 | 0    |                               |
| 8    | R. C. Recreativo de Huelva | 35   | 36 | 13 | 9  | 14 | 47 | 44 | +3   |                               |
| 9    | Córdoba C. F.              | 35   | 36 | 11 | 13 | 12 | 36 | 35 | +1   |                               |
| 10   | Écija Balompié             | 34   | 36 | 10 | 14 | 12 | 33 | 34 | −1   |                               |
| 11   | C. D. Mensajero            | 34   | 36 | 12 | 10 | 14 | 48 | 52 | −4   |                               |
| 12   | C. D. Maspalomas           | 34   | 36 | 11 | 12 | 13 | 32 | 38 | −6   |                               |
| 13   | C. D. Estepona             | 33   | 36 | 10 | 13 | 13 | 25 | 35 | −10  |                               |
| 14   | Polideportivo Ejido        | 33   | 36 | 10 | 13 | 13 | 31 | 45 | −14  |                               |
| 15   | U. D. Melilla              | 32   | 36 | 10 | 12 | 14 | 25 | 31 | −6   |                               |
| 16   | C. D. San Roque de Lepe    | 31   | 36 | 8  | 15 | 13 | 31 | 42 | −11  |                               |
| 17   | Real Betis "B" (D)         | 30   | 36 | 11 | 8  | 17 | 31 | 40 | −9   | Descenso a Tercera División   |
| 18   | R. B. Linense (D)          | 27   | 36 | 6  | 15 | 15 | 25 | 54 | −29  | Descenso a Tercera División   |
| 19   | C. D. Marino (D)           | 13   | 36 | 3  | 9  | 24 | 25 | 70 | −45  | Descenso a Tercera División   |
| 20   | Racing Portuense (D)       | 0    | 0  | 0  | 0  | 0  | 0  | 0  | 0    | Descenso a Tercera División   |

 Fuente: BDFutbol
Criterios de clasificación: Puntos · Enfrentamientos directos · Diferencia de goles · Goles a favor · Play-off
Notas:
1. ↑  El C. D. Marino fue sancionado con dos puntos por incomparecencia en su partido de la jornada 36 contra el Melilla, además de dársele por perdido dicho partido.
2. ↑  El Racing Portuense se retiró de la competición.

#### Resultados
| Local \ Visitante          | BET | CAC | COR | ECI | EST | EXT | GRA | JAE | LAS | LNS | MAR | MAS | MEL | MEN | POL | POR | REC | SAR | SEV | XER |
| -------------------------- | --- | --- | --- | --- | --- | --- | --- | --- | --- | --- | --- | --- | --- | --- | --- | --- | --- | --- | --- | --- |
| Real Betis "B"             | —   | 1–0 | 3–0 | 0–1 | 0–1 | 0–2 | 1–2 | 0–1 | 0–2 | 2–1 | 1–0 | 0–1 | 3–0 | 0–0 | 0–0 | –   | 1–0 | 3–1 | 1–0 | 0–2 |
| C. P. Cacereño             | 1–0 | —   | 0–0 | 2–0 | 3–0 | 1–3 | 2–0 | 0–0 | 1–1 | 4–0 | 4–0 | 1–1 | 2–0 | 3–1 | 3–2 | –   | 1–1 | 3–0 | 0–0 | 1–1 |
| Córdoba C. F.              | 2–0 | 0–2 | —   | 1–0 | 2–0 | 0–1 | 5–1 | 1–0 | 0–1 | 0–0 | 2–1 | 2–0 | 1–0 | 3–1 | 4–0 | –   | 1–2 | 0–0 | 1–1 | 0–0 |
| Écija Balompié             | 1–1 | 2–2 | 1–1 | —   | 2–0 | 2–2 | 1–0 | 0–0 | 0–1 | 2–0 | 4–0 | 2–1 | 1–1 | 2–0 | 2–2 | –   | 1–0 | 1–0 | 0–0 | 0–0 |
| C. D. Estepona             | 1–0 | 0–0 | 0–0 | 1–0 | —   | 1–1 | 2–3 | 0–0 | 0–3 | 2–2 | 1–0 | 1–0 | 0–0 | 1–0 | 0–0 | –   | 1–3 | 1–2 | 1–0 | 2–2 |
| C. F. Extremadura          | 2–1 | 0–0 | 1–1 | 2–1 | 0–3 | —   | 2–2 | 2–0 | 1–1 | 7–1 | 1–2 | 3–0 | 1–2 | 4–2 | 0–1 | –   | 3–0 | 1–2 | 2–0 | 2–3 |
| Granada C. F.              | 0–0 | 3–0 | 3–1 | 4–1 | 0–2 | 1–0 | —   | 2–1 | 0–0 | 5–1 | 2–0 | 1–0 | 0–0 | 2–0 | 1–0 | –   | 4–1 | 2–1 | 1–1 | 1–0 |
| Real Jaén C. F.            | 1–1 | 1–1 | 5–1 | 0–1 | 3–1 | 4–0 | 0–0 | —   | 2–0 | 3–0 | 2–1 | 2–0 | 3–0 | 5–1 | 3–0 | –   | 1–0 | 1–1 | 4–2 | 2–1 |
| U. D. Las Palmas           | 5–0 | 3–0 | 2–1 | 0–0 | 2–1 | 1–0 | 1–0 | 3–1 | —   | 3–3 | 3–0 | 3–1 | 3–0 | 3–0 | 6–1 | –   | 0–0 | 4–0 | 0–0 | 2–0 |
| R. B. Linense              | 0–0 | 1–0 | 0–0 | 0–0 | 2–0 | 1–0 | 0–2 | 1–1 | 0–1 | —   | 1–0 | 1–2 | 1–0 | 1–2 | 1–2 | –   | 1–1 | 0–0 | 1–2 | 0–3 |
| C. D. Marino               | 1–4 | 1–1 | 1–0 | 0–0 | 0–1 | 1–2 | 0–1 | 0–0 | 2–2 | 1–1 | —   | 1–3 | 2–2 | 2–2 | 2–0 | –   | 0–6 | 0–1 | 1–2 | 0–1 |
| C. D. Maspalomas           | 1–2 | 0–0 | 2–2 | 0–0 | 2–0 | 2–1 | 0–0 | 1–0 | 0–0 | 0–0 | 3–2 | —   | 0–0 | 2–1 | 0–0 | –   | 3–2 | 0–0 | 2–0 | 0–1 |
| U. D. Melilla              | 1–3 | 0–1 | 2–0 | 4–1 | 0–0 | 0–0 | 2–0 | 0–1 | 0–0 | 0–0 | –   | 1–0 | —   | 1–1 | 1–0 | –   | 0–1 | 2–0 | 0–2 | 2–0 |
| C. D. Mensajero            | 1–0 | 1–1 | 1–1 | 1–0 | 1–0 | 2–1 | 6–1 | 1–1 | 0–0 | 0–0 | 6–0 | 3–1 | 2–1 | —   | 3–1 | –   | 0–1 | 1–0 | 4–3 | 1–1 |
| Polideportivo Ejido        | 1–1 | 1–0 | 0–0 | 3–2 | 0–0 | 0–1 | 0–2 | 1–0 | 1–1 | 0–0 | 3–1 | 0–0 | 1–0 | 2–1 | —   | –   | 3–0 | 2–1 | 1–0 | 1–1 |
| Racing Portuense           | –   | –   | –   | –   | –   | –   | –   | –   | –   | –   | –   | –   | –   | –   | –   | —   | –   | –   | –   | –   |
| R. C. Recreativo de Huelva | 2–0 | 2–0 | 2–1 | 2–0 | 0–0 | 1–2 | 0–1 | 1–1 | 2–4 | 5–0 | 1–1 | 3–1 | 0–3 | 2–1 | 2–2 | –   | —   | 1–1 | 0–2 | 1–2 |
| C. D. San Roque de Lepe    | 2–2 | 0–2 | 1–1 | 0–0 | 0–0 | 1–1 | 1–2 | 1–1 | 2–3 | 1–3 | 1–1 | 2–1 | 1–0 | 4–0 | 2–0 | –   | 1–1 | —   | 0–0 | 0–0 |
| Sevilla F. C. "B"          | 1–0 | 2–1 | 0–1 | 3–2 | 2–1 | 0–1 | 0–0 | 3–3 | 0–0 | 2–0 | 3–0 | 1–2 | 0–0 | 1–0 | 3–1 | –   | 1–0 | 0–1 | —   | 0–3 |
| Xerez C. D.                | 3–0 | 2–1 | 1–0 | 0–0 | 0–0 | 2–1 | 1–0 | 2–0 | 1–1 | 1–1 | 3–1 | 0–0 | 1–0 | 1–1 | 1–0 | –   | 0–1 | 2–0 | 3–1 | —   |

## Promoción de ascenso a Segunda División
- Se clasifican los siguientes equipos a la promoción de ascenso:

| Pos                                              | Grupo I      | Grupo II                  | Grupo III      | Grupo IV      |
| ------------------------------------------------ | ------------ | ------------------------- | -------------- | ------------- |
| 1º                                               | CD Leganés   | Deportivo Alavés          | Real Murcia CF | UD Las Palmas |
| 2º                                               | UD Salamanca | Baracaldo CF              | UE Sant Andreu | Xerez CD      |
| 3º                                               | CD Toledo    | Gimnástica de Torrelavega | Elche CF       | Granada CF    |
| 4º                                               | Getafe CF    | Palencia Cristo Olímpico  | Hércules CF    | Real Jaén CF  |
| En negrita equipos que suben a Segunda División. |              |                           |                |               |

## Resumen
Ascienden a Segunda división:
| - Hércules Club de Fútbol | - Club Deportivo Leganés | - Real Murcia Club de Fútbol | - Club Deportivo Toledo |

Descienden a Tercera división: 
| Grupo I - Club Deportivo Endesa As Pontes - Club Deportivo Valdepeñas - Aranjuez Club de Fútbol - Real Sociedad Deportiva Alcalá | Grupo II - Club Deportivo Hernani - Real Zaragoza "B" - Club Deportivo Elgóibar - Club Deportivo Santurtzi | Grupo III - Sociedad Deportiva Ibiza - Torrevieja Club de Fútbol - Orihuela Deportiva Club de Fútbol - Club de Fútbol Llíria - Club de Fútbol Sporting Mahonés - Unión Deportiva Horadada | Grupo IV - Betis Deportivo - Real Balompédica Linense - Club Deportivo Marino - Racing Club Portuense |

Campeones de Segunda División B (título honorífico y en trofeo que no garantiza el ascenso):
| - Club Deportivo Leganés | - Deportivo Alavés | - Real Murcia Club de Fútbol | - Unión Deportiva Las Palmas |

## Copa del Rey
Todos los equipos, excepto los filiales, se clasifican de forma automática para la siguiente edición de la Copa del Rey, aunque algunos de los descendidos a Tercera División renuncian.